# Paul Espeit
Paul Marius Reymond Espeit (9 de junho de 1878 — 23 de maio de 1960) foi um ciclista francês que participava em competiuções de ciclismo de pista. Competiu na corrida de velocidade nos Jogos Olímpicos de Verão de 1900, representando França.